# Judith Miller (philosophe)
Pour les articles homonymes, voir Judith Miller (homonymie) et Miller.
Judith Miller, née le 3 juillet 1941 à Antibes et morte le 7 décembre 2017 à Paris, des suites d'une maladie dégénérative, est une philosophe française. 

## Biographie
Fille du psychanalyste Jacques Lacan et de la comédienne Sylvia Bataille (encore mariée à l'écrivain Georges Bataille dont elle est séparée depuis 1934), Judith porte le nom de Bataille jusqu'en 1964. En 1966, elle épouse le psychanalyste Jacques-Alain Miller, dont elle prend ensuite le nom.
Elle fait ses études secondaires au collège Sévigné. Elle est reçue première à l'agrégation de philosophie, et enseigne au Centre universitaire de Vincennes. 
Membre de la Gauche prolétarienne, mouvement maoïste pratiquant notamment la provocation, elle est exclue de l'université après la publication d'un entretien dans L'Express en 1970, où elle déclare : « Je m’attacherai à ce qu’elle fonctionne de plus en plus mal. » Elle est réintégrée en 1981, lors de l'arrivée de la gauche au pouvoir.
Elle contribue notamment aux Cahiers pour l'analyse. Personnalité de l'École de la cause freudienne, fondée par son mari, elle est directrice de publication de Terre du CIEN, le journal du Centre interdisciplinaire sur l'enfant.
Proche de son père, celui-ci lui voue une « véritable adoration », qu'elle lui rend. Elle publie en 1991 un album photo intitulé Visages de mon père, qui retrace la vie de Lacan à travers des clichés en noir et blanc.

## Publications
- « Métaphysique de la physique de Galilée » in Cahiers pour l'analyse, 9.9, 1968
- Le Champ freudien à travers le monde, textes recueillis par Judith Miller, Paris, Navarin, 1986
- Visages de mon père, Seuil, 1991[4]
- Entretien de Pierre Klossowski avec Judith Miller in Hervé Castanet, Pierre Klossowski, la pantomime des esprits, C. Defaut,  2007
- (Dir. d'ouvrage), L'Avenir de l'autisme avec Rosine et Robert Lefort, Paris, Navarin, coll. « La bibliothèque lacanienne », no 3, 2010, 169 p.  (ISBN 978-2-916124-06-3)